# Wisłok Wielki
Wisłok Wielki – wieś w Polsce położona w województwie podkarpackim, w powiecie sanockim, w gminie Komańcza. Wieś lokowana w II poł. XIV wieku, na zachodnim stoku pasma Bukowicy, nad rzeką Wisłok, przy DW897.
| SIMC    | Nazwa        | Rodzaj    |
| ------- | ------------ | --------- |
| 0354525 | Wisłok Dolny | część wsi |
| 0354531 | Wisłok Górny | część wsi |

## Historia
Od 1340 do 1772 ziemia sanocka, województwo ruskie, do 1914 powiat sanocki, powiat podatkowy i gmina Bukowsko, austriacka Prowincja Galicja. Do roku 1939 powiat sanocki, województwo lwowskie. 
Pierwsze zapisy, pochodzą z 25 czerwca 1361 (Kod. Dyplomat. Małopolski., III, 143), kiedy to Kazimierz Wielki nadaje braciom Piotrowi i Pawłowi Balom z Węgier opuszczone wsie; Wisłok, Zboiska, Radoszyce, Jurowce, Srogów, Dydnię, Temeszów i inne. 
Wieś była w posiadaniu Mikołaja Herburta Odnowskiego ok. 1539. 
Obecny Wisłok Wielki składał się kiedyś z dwóch wsi Wisłoka Górnego i Wisłoka Niżnego, każdy z osobną cerkwią i osobną parafią greckokatolicką. Najstarsza parafia została założona w Wisłoku Górnym, parafię w Wisłoku Niżnym erygowano w 1752. Pierwszym patronem tutularnym parafii w Wisłoku Niżnym był Józef Ossoliński z Bukowska. W połowie XIX wieku właścicielami posiadłości tabularnej w Wisłoku Wielkim byli Hićkiewicz i Zabierzowski. Posiadłość wisłocka pod koniec XIX w. dzieliła się na trzy części, pierwsza była własnością Józefa Hantla, druga część należała do Józefa Hellera oraz trzecia część należała do Feliksa Gniewosza.
W 1898 Wisłok zajmował obszar 46,28 km², licząc 2146 osób zamieszkujących 364 domy. Dzielił się na Wisłok Dolny (1289 mieszkańców), cerkiew wybudowano w 1853 oraz Wisłok Górny (857 mieszkańców), cerkiew wybudowano w 1876, dodatkową część wsi stanowił obszar dworski J.H. „Potasznia” o pow. 13,86 km², zamieszkany przez 15 osób. W 1900 wieś liczyła 2271 mieszkańców, natomiast całkowita pow. wsi wynosiła wówczas 4628 ha. Do 1914 starostwo powiatowe Sanok, powiat sądowy Bukowsko. 
Od listopada 1918 do stycznia 1919 Republika Komańczańska. 
W II Rzeczypospolitej wieś w powiecie sanockim województwa lwowskiego. W okresie II wojny światowej rejon działania placówki AK nr IV w Nowotańcu, ta podległa Komendzie Obwodu w Sanoku. W 1946 nacjonaliści ukraińscy z OUN-UPA zamordowali tutaj 7 Polaków. 
We wrześniu 1944 podczas operacji dukielsko-preszowskiej we wsi stacjonowała niemiecka 96. Infanterie-Division (XXIV. Panzerkorps) broniąca pozycji przed nacierającym od wschodu radzieckim 67 Korpusem piechoty oraz 167 i 129 Korpusem strzelców (107 Dywizji Piechoty).
Na miejscu była parafia greckokatolicka oraz polska szkoła. Poza Łemkami mieszkała tu również ludność żydowska. Parafia łacińska w Bukowsku do 1947, obecnie w Komańczy. 
W latach 1975–1998 miejscowość administracyjnie należała do województwa krośnieńskiego.

## Zabytki
We wsi znajduje się cerkiew greckokatolicka pw. Świętego Onufrego (obecnie kościół rzym.-kat.) wybudowana wraz z murowaną dzwonnicą bramną w latach 1850-1854. Wcześniejszy kościół pw. św. Ducha uległ zniszczeniu ok. 1874. Świątynia w Wisłoku, podobnie jak kilka innych zachowanych w dolinie Osławy cerkwi reprezentuje typ architektury sakralnej, rozpowszechniony w XIX w. na terenie środkowego i wschodniego Podkarpacia.

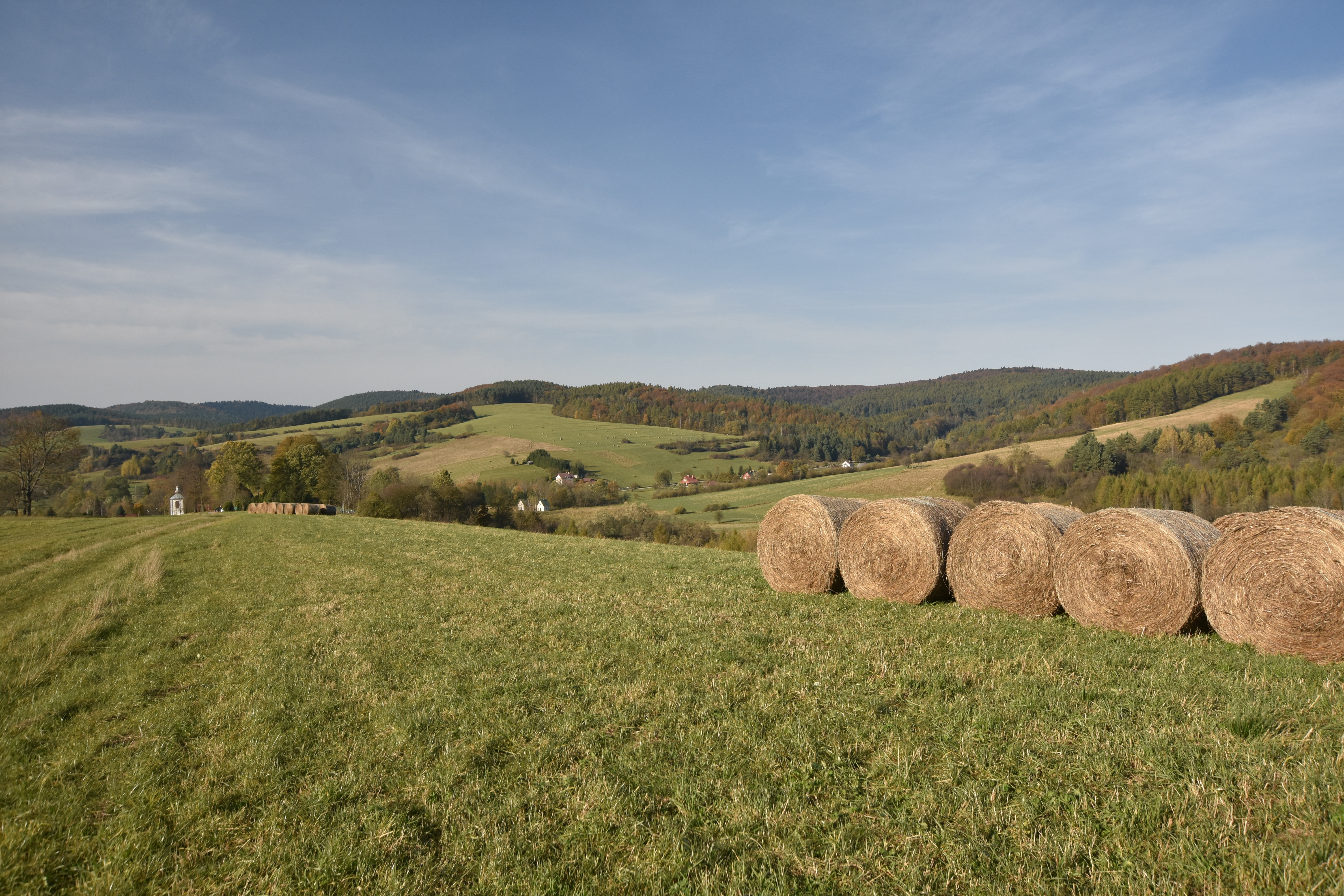
Widok na wieś
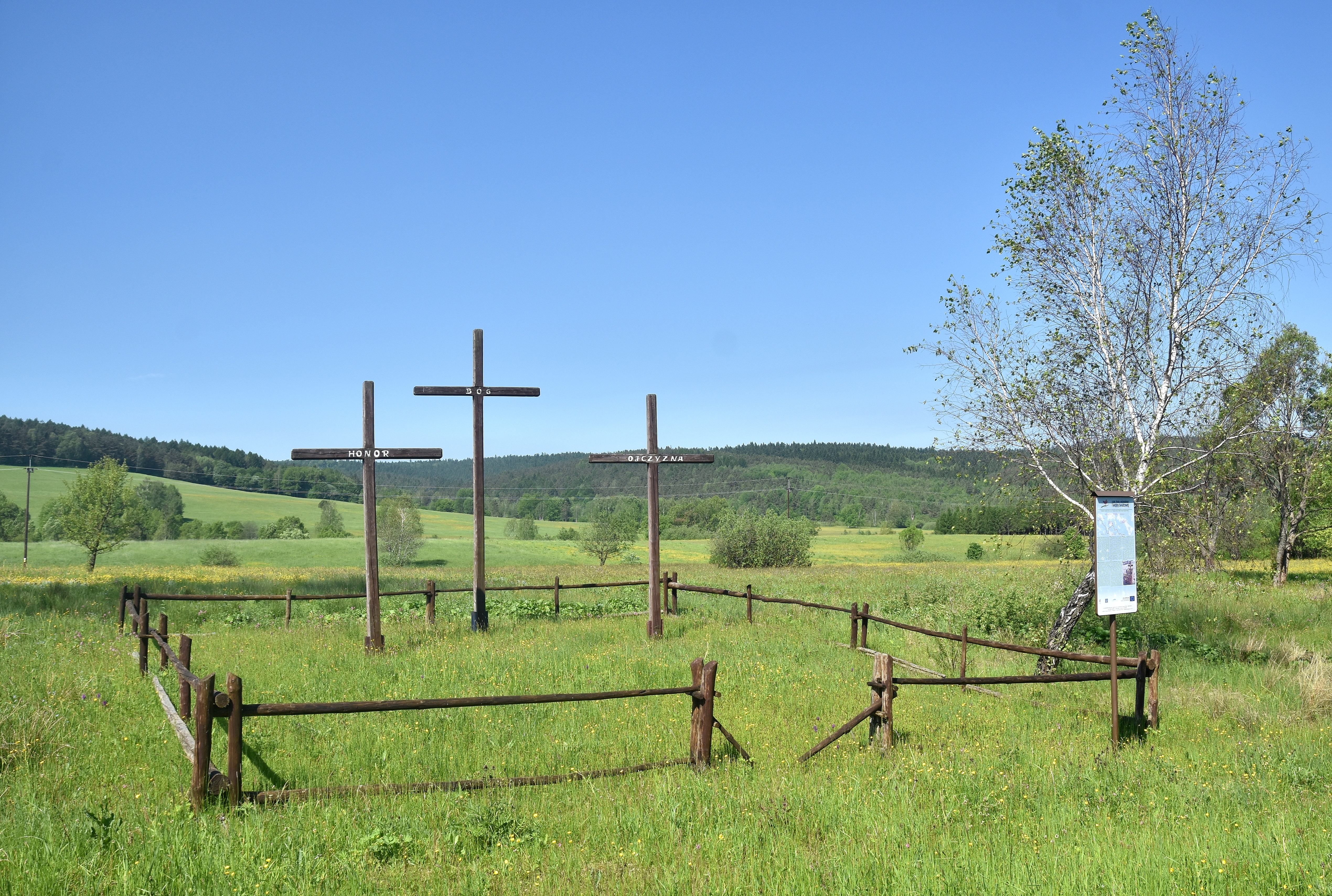
Cmentarz wojenny

## Ludzie związani z Wisłokiem
- Dmytro Błażejowśkyj - ksiądz greckokatolicki, historyk

## Metryki
(unickie)
- Liber natorum – 1784-1842
- Liber copulatorum – 1784-1913
- Liber mortuorum 1784-1842

## Szlaki piesze
- Kanasiówka (823 m n.p.m.) – Wisłok Wielki – Tokarnia (778 m n.p.m.), 1 km poniżej szczytu – Wola Piotrowa